# Ent-sandarakopimaradien sintaza
Ent-sandarakopimaradien sintaza (EC 4.2.3.29, OsKS10, ent-sandarakopimara-8(14),15-dienska sintaza) je enzim sa sistematskim imenom ent-kopalil-difosfat difosfat-lijaza (formira ent-sandarakopimara-8(14),15-dien). Ovaj enzim katalizuje sledeću hemijsku reakciju
ent-kopalil difosfat {\displaystyle \rightleftharpoons } ent-sandarakopimara-8(14),15-dien + difosfat
ent-Sandarakopimaradien je prekurzor pirinčanih orizaleksina A-F.

## Literatura
- Nicholas C. Price; Lewis Stevens (1999). Fundamentals of Enzymology: The Cell and Molecular Biology of Catalytic Proteins (Third изд.). USA: Oxford University Press. ISBN 019850229X.
- Eric J. Toone (2006). Advances in Enzymology and Related Areas of Molecular Biology, Protein Evolution (Volume 75 изд.). Wiley-Interscience. ISBN 0471205036.
- Branden C; Tooze J. Introduction to Protein Structure. New York, NY: Garland Publishing. ISBN 0-8153-2305-0.
- Irwin H. Segel. Enzyme Kinetics: Behavior and Analysis of Rapid Equilibrium and Steady-State Enzyme Systems (Book 44 изд.). Wiley Classics Library. ISBN 0471303097.

## Spoljašnje veze
- Ent-sandaracopimaradiene+synthase на 